# Museum Art.Plus
Das 2009 in Donaueschingen eröffnete Museum Art.Plus (bis 2015 Museum Biedermann) ist ein Ausstellungsort für zeitgenössische Kunst.

## Geschichte des Gebäudes
Das zweistöckige, im klassizistischen Stil gehaltene Gebäude wurde 1841 von der Donaueschinger Museumsgesellschaft mit finanzieller Unterstützung des Fürsten Karl Egon II. zu Fürstenberg gebaut; hier fanden – neben Ausstellungen – Lesungen, Konzerte und Bälle statt. Nach einem Brand im Jahre 1845 wurde es zwei Jahre später wiederaufgebaut.
Während des Ersten Weltkrieges wurden in dem Gebäude Reservisten untergebracht, dann diente es einem Infanterie-Bataillon als Unterkunft. Nach dem Krieg wurde das Haus von der Museumsgesellschaft nicht mehr genutzt. In den 1930er Jahren war es Städtisches Kurhaus und später Kino, 1957 wurde ein zweiter Kinosaal eingerichtet. Der Lichtspielbetrieb bestand bis 2006. Die 2008 begonnenen Umbauarbeiten wurden im Jahr darauf abgeschlossen.
Im September 2009 öffnete das Museum Biedermann (benannt nach Schwenninger Unternehmerin Margit Biedermann, die das Gebäude gekauft hatte) mit seiner ersten Ausstellung.

## Konzept
Das Museum richtet seinen Fokus auf zeitgenössische Kunst und zeigt parallel zu einer jährlich wechselnden Gruppen- drei kleinere Einzelausstellungen. Mit einer Vielfalt künstlerischer Positionen will das Museum einen abwechslungsreichen Einblick in das zeitgenössische Kunstgeschehen auf internationalem Niveau eröffnen, berücksichtigt aber auch das regionale Kunstschaffen.
Die Themen der Ausstellungen werden in Kooperation mit privaten wie auch öffentlichen Kunstsammlungen entwickelt – jenseits der Schnelllebigkeit des zeitgenössischen Kunstgeschehens will Art.Plus mit seinen Ausstellungen und dem darauf abgestimmten Veranstaltungsprogramm einen attraktiver Ort der kulturellen Begegnung in der Region und darüber hinaus sein.

## Ausstellungen (Auswahl)
- Mai 2024/September 2025, Heidi Gerullis,[5] Freiburg im Breisgau: Nature Unlimited.[6][7]
- März/Juni 2025, wie vor: Black and Metal[8]

## Publikationen (Auswahl)
- 2009: Selection. Einblicke in die Sammlung Biedermann. Ausstellungskatalog, modo Verlag Freiburg i. B., ISBN 978-3-86833-036-6
- 2010: Metall:Werke/Metal:Works. Wie vor, ISBN 978-3-86833-059-5
  - Auf:bruch/Departure. 4 Positionen zeitgenössischer Kunst. Wie vor, ISBN 978-3-86833-044-1
- 2011: Back to the Roots. Wie vor, ISBN 978-3-86833-070-0
- 2012: „Senza Titolo“. Wie vor, ISBN 978-3-86833-107-3
- 2014: „British Art+“. Wie vor, ISBN 978-3-86833-156-1
- 2016: „between . Danner – Kuhn – Riel“. Wie vor, ISBN 978-3-86833-186-8